# Tourterelle oreillarde
Zenaida auriculata
Espèce
Statut de conservation UICN

 LC  : Préoccupation mineure

Carte de répartition

La Tourterelle oreillarde (Zenaida auriculata) est une espèce d'oiseaux de la famille des Columbidae. C'est une espèce des zones tropicales du Nouveau Monde. Elle réside dans toute l'Amérique du Sud de la Colombie au nord  jusqu'à l'Argentine et au Chili au sud, et dans le sud des Grenadines. Elle semble avoir colonisé relativement récemment Trinité-et-Tobago. Elle semble être en partie migratrice, mais les détails de sa migration sont très peu connus et la migration semble être due à son approvisionnement alimentaire.
Elle est un proche parent de la Tourterelle triste d'Amérique du Nord. Avec elle, la Tourterelle de Socorro et, éventuellement, la Tourterelle des Galapagos elle forme une superespèce. Tourterelle de Socorro et Tourterelle des Galapagos sont des descendants insulaires de la Tourterelle triste, la Tourterelle des Galapagos ayant une origine plus ancienne.

## Description
La Tourterelle oreillarde est oiseau de 24 cm de long avec une longue queue en forme de pointe, et pèse normalement environ 112 g. Les mâles adultes ont principalement un plumage brun olive sur le dos, avec des taches noires sur les ailes. La tête a une couronne grise, une ligne noire derrière l'œil, et une tache bleu-noir sur la partie inférieure de l'oreille. Cette marque est à l'origine du nom de l'espèce. Le ventre est d'un rouge vineux et la queue est parsemée de taches cannelles. Le bec est noir et les pattes rouge foncé.
La femelle est plus terne que le mâle et les immatures sont d'un gris-brun très terne, avec des bandes plus pales. Le cri de l'espèce est un profond et doux "oo-ah-oo".

## Mode de vie
La Tourterelle oreillarde est commune à abondante dans les savanes et autres zones ouvertes, y compris les zones cultivées et elle s'adapte facilement à la présence humaine. On peut la voir sur les fils électriques et téléphoniques à proximité des villes à Trinidad et au Venezuela, dans presque tous les espaces publics des grandes zones urbaines telles que Bogota, en Colombie et se nourrissant dans les stations balnéaires à Tobago.
La Tourterelle oreillarde se nourrit principalement de graines ramassées sur le sol, mais peut se nourrir d'autres produits tels que du pain trempé. Elle peut être un parasite agricole. C'est un oiseau grégaire qui, s'il ne trouve pas assez de nourriture forme de grandes bandes en particulier au moment des récoltes.
Son vol est à haute altitude, rapide et en ligne droite, avec les battements réguliers et occasionnellement des rapides battements d'ailes qui sont caractéristiques des pigeons en général. Elle a également un vol particulier en période de reproduction avec une montée rapide et une descente en cercle jusqu'à son perchoir. Elle construit un petit nid solide à plusieurs mètres de hauteur dans un arbre y pond deux œufs blancs. Les petits éclosent au bout de 12 à 14 jours et ont besoin de 9 autres jours pour acquérir leurs plumes. Il ne semble pas y avoir de saison de reproduction fixe dans la plupart de leur territoire, et si elle a suffisamment de nourriture et de place, elle se reproduit presque continuellement.

## Sous-espèces
D'après Alan P. Peterson, il existe 11 sous-espèces :
- Zenaida auriculata antioquiae  Chapman 1917
- Zenaida auriculata auriculata  (Des Murs, 1847)
- Zenaida auriculata caucae  Chapman, 1922
- Zenaida auriculata hypoleuca  Bonaparte, 1855
- Zenaida auriculata jessieae  Ridgway, 1888
- Zenaida auriculata marajoensis  Berlepsch, 1913
- Zenaida auriculata noronha  Sharpe, 1890
- Zenaida auriculata rubripes  Lawrence, 1885
- Zenaida auriculata ruficauda  Bonaparte, 1855
- Zenaida auriculata vinaceorufa  Ridgway, 1884
- Zenaida auriculata virgata  W. Bertoni, 1901